# Vena (Piedimonte Etneo)
Vena ('a Vina in siciliano) è una frazione di Piedimonte Etneo, situata a 735 metri sul livello del mare, a monte dell'abitato di Presa, principale nucleo abitato della zona.

## Storia
Tra il 575 e il 580 san Gregorio Magno, prima di essere eletto papa, fece costruire qui uno dei sei monasteri siciliani, dedicato a sant'Andrea Apostolo. In questi boschi di proprietà di sua madre, santa Silvia, i monaci portarono tutti gli attrezzi necessari e anche un'icona bizantina della Madonna.
Secondo la leggenda, arrivati su questa altura, i monaci stanchi, videro un grande prodigio: la mula che trasportava l'icona della Vergine si fermò e da sotto le sue zampe scaturì una sorgente d'acqua, che diede il nome Vena al luogo e all'immagine della Madonna raffigurata sul dipinto.

## Monumenti e luoghi d'interesse

### Architetture religiose
È interessante per il secolare Santuario Maria Santissima di Vena e per la sua posizione panoramica, con una vista che va dai Peloritani e da Taormina, fino a Giarre, Riposto e tutto il comprensorio jonico-etneo, dominando quindi sul Mar Ionio con sullo sfondo la Calabria.
Si ricorda inoltre, in contrada Giretto, l'altarino in pietra lavica dedicato alla Madonna del Giretto o Madonna del Fuoco, che venne costruito nel 1936 nel luogo in cui il simulacro della Vergine aveva fermato miracolosamente una colata lavica nel 1865.